# Jan Teofil Siciński
Jan Teofil Siciński (ur. 18 czerwca 1938 w Widawie, zm. 4 sierpnia 2023) – polski biolog, botanik, wykładowca Uniwersytetu Łódzkiego, działacz krajoznawczy.

## Rodzina
Drugi syn Władysława i Anny z domu Lewandowicz. W czasie II wojny światowej został wywieziony z rodzicami na przymusowe roboty do III Rzeszy do Dolnej Saksonii, w pobliżu Hanoweru. Rodzice pracowali tam jako robotnicy w hotelu. Ojciec zginął w końcu października 1944 r. w obozie pracy w Północnej Nadrenii – Westfalii.

## Nauka, studia, stopnie naukowe
Przed zakończeniem wojny wrócił z matką do Widawy. Początkowo uczęszczał krótko do ochronki prowadzonej przez s.s. felicjanki w Widawie, a następnie rozpoczął naukę w Publicznej Szkole Powszechnej w Widawie. Ukończył ją w 1952 r. i w tym samym roku rozpoczął naukę w Liceum Ogólnokształcącym w Łasku. Chcąc lepiej przygotować się do zawodu nauczyciela, który po maturze wykonywał, rozpoczął studia w dwuletnim Studium Nauczycielskim w Częstochowie, na kierunku biologia i chemia. Po ukończeniu Studium przeniósł się do Łodzi.
Po zdaniu egzaminu wstępnego został przyjęty na studia biologii na Wydziale Biologii i Nauk o Ziemi Uniwersytetu Łódzkiego, które skończył w 1967 r. uzyskując tytuł magistra w zakresie botaniki.
Stopień doktora nauk przyrodniczych został mu nadany uchwałą Rady Wydziału BNZ UŁ dnia 16 maja 1972 r. na podstawie rozprawy doktorskiej „Zespoły chwastów segetalnych Kotliny Szczercowskiej”, wykonanej pod kierunkiem prof. dr. hab. Jakuba Mowszowicza po złożeniu wcześniej stosownych egzaminów.
Na podstawie oceny ogólnego dorobku naukowego i przedstawieniu rozprawy habilitacyjnej „Agrofitocenozy w dorzeczu środkowej Warty i Bzury” otrzymał dnia 25 listopada 2003 r. stopień naukowy doktora habilitowanego nauk przyrodniczych w zakresie biologii – botaniki.
Rektor Uniwersytetu Łódzkiego powołał go na stanowisko profesora UŁ w 2003 r.

## Praca zawodowa
Po maturze pracował jako nauczyciel w szkole podstawowej, a następnie (po skończeniu Studium Nauczycielskiego) jako wychowawca w placówce opiekuńczo-wychowawczej oraz nauczyciel w szkole w Łodzi.
Jeszcze w czasie studiów, w 1966 r. został zatrudniony na stanowisku asystenta naukowo-technicznego w Zakładzie Systematyki i Geografii Roślin. Pracował kolejno jako asystent, starszy asystent, adiunkt, starszy wykładowca oraz na etacie profesora UŁ w Zakładzie Ekologii Roślin i Fitosocjologii, Katedrze Geobotaniki i Ekologii Roślin, Instytutu Ekologii i Ochrony Środowiska, Wydziału Biologii i Ochrony Środowiska Uniwersytetu Łódzkiego.
Zmieniały się nazwy zakładów, katedr, instytutów i wydziałów, mimo to pozostał wierny obranej tematyce badań – botanice, głównie florystyce i fitosocjologii, a przede wszystkim florze i roślinności segetalnej środkowej Polski.
Przepracował 44 lata w Uniwersytecie Łódzkim, w charakterze nauczyciela akademickiego, prowadził i nadal mimo przejścia na emeryturę prowadzi różne zajęcia dydaktyczne. Najwięcej na macierzystym Wydziale Biologii i Ochrony Środowiska, na kierunku biologia i ochrona środowiska: ćwiczenia laboratoryjne, ćwiczenia terenowe, pracownie, seminaria i wykłady. Opiekował się licznymi pracami licencjackimi i magisterskimi, a także był promotorem i kierującym takimi samymi pracami. Prowadził zajęcia na Wydziale Filozoficzno-Historycznym – kierunek pedagogika oraz na Wydziale Nauk Geograficznych – ćwiczenia, konwersatoria i wykłady – kierunek turystyka i rekreacja. Były i są to zajęcia na studiach stacjonarnych i niestacjonarnych (zaocznych). Znaczna część godzin przypadła na zajęcia na studiach podyplomowych, na różnych wydziałach Uniwersytetu Łódzkiego.

## Tematyka prac naukowych
Pierwsze publikacje dotyczyły zagadnień florystycznych i były to prace wspólne z prof. dr hab. Jakubem Mowszowiczem. Praca opisująca miłka szkarłatnego (Adonis flammea Jacq.) cytowana jest w syntezach geobotanicznych (Flora polska, Polska Czerwona Księga Roślin) oraz w specjalistycznych naukowych publikacjach krajowych i zagranicznych.
Badania flory i roślinności segetalnej centralnej części kraju i przyległych obszarów stały się domeną dalszych prac i poszukiwań naukowych. Aktywnie uczestniczył w realizacji resortowego (resort rolnictwa, leśnictwa i gospodarki żywnościowej) problemu „Opracowanie rejonizacji chwastów segetalnych w Polsce”, który koordynował Zakład Ekologii i Zwalczania Chwastów we Wrocławiu Instytutu Uprawy, Nawożenia i Gleboznawstwa w Puławach. Rezultatem tych badań były artykuły zamieszczone w polskich czasopismach naukowych oraz referaty wygłaszane na sympozjach, zjazdach oraz konferencjach krajowych i międzynarodowych.
Niepublikowanych danych florystycznych dostarczył do naukowego programu zespołowego „Atlas rozmieszczenia roślin naczyniowych w Polsce (ATPOL)”, którego koordynatorem był Instytut Botaniki Uniwersytetu Jagiellońskiego.
Po otrzymaniu stopnia doktora i doktora habilitowanego koncentrował nadal swoje zainteresowania naukowe na agrofitocenozach – ich funkcjonowaniu, przemianach i ochronie w środkowej części Polski.
Jest autorem lub współautorem przeszło 150 publikacji, w tym prac naukowych, przeglądowych, recenzji, biogramów oraz prac popularnonaukowych. Te ostatnie wysoko sobie ceni, bowiem znajdują one największy krąg czytelników.
Był przez kilka lat sekretarzem czasopism uniwersyteckich „Acta Universitatis Lodziensis Folia botanica” (Wydawnictwo UŁ).
Publikował w czasopismach: „Biologia w Szkole” i „Geografia w Szkole”, „Poznaj Swój Kraj”, „Wędrownik”, „Na sieradzkich szlakach”, „Kalejdoskop”, „Odgłosy”, „Nad Wartą” oraz prasie codziennej, jak, „Głos Poranny”, „Dziennik Łódzki” itd.
Z rekomendacji Uniwersytetu Łódzkiego w Ministerstwie Edukacji Narodowej (MEN) był rzeczoznawcą biologii w zakresie merytoryczno-dydaktycznym. Pod jego kierunkiem powstały liczne prace dyplomowe i magisterskie. Był recenzentem rozpraw doktorskich w kraju i za granicą (Słowacja).

## Działalność pozazawodowa
- Przewodniczył Wojewódzkiemu Komitetowi Ochrony Przyrody w Sieradzu i Łodzi,
- Inicjował utworzenie Parku Krajobrazowego Międzyrzecza Warty i Widawki oraz rezerwatów przyrody,
- Dwie kadencje był z wyboru przewodniczącym Oddziału Łódzkiego Polskiego Towarzystwa Botanicznego,
- W Towarzystwie Przyjaciół Łodzi był członkiem zarządu,
- W Lidze Ochrony Przyrody był członkiem zarządu Okręgu Łódzkiego,
- W Radzie Zespołu Sieradzkich Parków Krajobrazowych pełnił funkcję zastępcy przewodniczącego,
- Współpracował z wieloma szkołami różnych poziomów nauczania w Łodzi i województwie, Młodzieżowym Domem Kultury w Łodzi, Pałacem Młodzieży w Łodzi, Wojewódzkimi Ośrodkami Doskonalenia Nauczycieli w Łodzi, Sieradzu i Częstochowie, Lasami Państwowymi itd,
- Przewodniczył jury Konkursu Dendrologicznego „Znam drzewa i krzewy” w Łodzi, który dla uczniów wszystkich typów szkół w mieście i województwie organizowała Liga Ochrony Przyrody, Kuratorium, Oddział Łódzki Polskiego Towarzystwa Botanicznego oraz Ogród Botaniczny w Łodzi.

## Działalność w Polskim Towarzystwie Turystyczno-Krajoznawczym
- Był członkiem Polskiego Towarzystwa Turystyczno-Krajoznawczego (PTTK) od 1965 r., w Oddziale Łódzkim im. Jana Czeraszkiewicza,
- Interesował się w szczególności krajoznawstwem oraz turystyką górska i nizinną – zdobył popularną, srebrną i złotą odznakę turystyki pieszej i podobne turystyki górskiej,
- Miał licencję przewodnika po mieście Łodzi oraz województwie łódzkim, przed 1989 r. uzyskał I klasę przewodnika,
- Był instruktorem krajoznawstwa Polski PTTK,
- Działał w Oddziałowej i Okręgowej (później Wojewódzkiej) Komisji Ochrony Przyrody PTTK w Łodzi,
- Uczestniczył w pewnych poczynaniach Komisji Opieki nad Zabytkami PTTK w Łodzi, które inicjowała Przewodnicząca Komisji Halina Karnkowska,
- Kilkakrotnie uczestniczył w CZAK-ach (Centralny Zlot Aktywu Krajoznawczego PTTK),
- Współpracował z Kołem Przewodników Beskidzkich w Łodzi oraz Polskim Towarzystwem Tatrzańskim.

## Odznaczenia i wyróżnienia
- Brązowy Krzyż Zasługi
- Srebrny Krzyż Zasługi
- Złoty Krzyż Zasługi
- Medal Komisji Edukacji Narodowej
- Za osiągnięcia naukowe i dydaktyczno-wychowawcze był wyróżniany indywidualnymi i zespołowymi Nagrodami Rektora UŁ,
- Wyróżniony Medalem „Uniwersytet Łódzki w Służbie Społeczeństwa i Nauki” i Medalem 50-lecia Uniwersytetu Łódzkiego,
- Wyróżniony Odznaką „Za Zasługi dla Miasta Łodzi”,
- Wyróżniony „Dyplomem za zasługi dla Gminy Widawa”,
- Wyróżniony Honorową Odznaką Ligi Ochrony Przyrody,
- Oddział Sieradzki PTTK przyznał mu odznakę „Miłośnik Ziemi Sieradzkiej”,
- Wyróżniony Złotą Honorową Odznaką Polskiego Towarzystwa Turystyczno-Krajoznawczego oraz wieloma innymi wyróżnieniami.

## Inne zainteresowania
- Interesował się teatrem, malarstwem i rzeźbą.
- Na wędrówki zawsze zabierał z sobą aparat fotograficzny.

## Wybrane pozycje piśmiennictwa
- Siciński J. 1971. Występowanie jałowca pospolitego (Juniperus communis L.) w województwie łódzkim. „Zeszyty Naukowe UŁ, Nauki Matem.- Przyr.,” Ser. II, Z. 41: 185-193,
- Siciński J.T. 1974. Zbiorowiska segetalne Kotliny Szczercowskiej (Widawskiej). „Acta Agrobotanica”, vol. XXVII z. 2: 5-94,
- Siciński J.T. 1985-1986. Projekt „Warciańsko-Widawskiego Parku Krajobrazowego”. „Studia regionalne”, T. IX-X (XIV-XV), s. 191–200,
- Siciński J.T. 1992. Adonis flammea Jacq. – Vorkommen und Gefährdung in Polen. Bericht über das Internationale Symposium „Flora und Fauna der Äcker und Weinberge” vom 17.bis 20. Juni 1992. Herausgegeben von der Stiftung Naturschutz Hamburg und der Stiftung zum Schutze gefährdeter Pflanzen, Heft 5, s. 197–200,
- Siciński J. 1997. Park im. Rodu Łaskich w Łasku. „Na sieradzkich szlakach” 2/46/1997/XII, s. 24–27,
- Siciński J.T. 1999. Walory przyrodniczo-krajobrazowe i turystyczne Parku Krajobrazowego Międzyrzecza Warty i Widawki. Materiały III Krajowej Konferencji „Ochrona przyrody a turystyka. Turystyka w parkach krajobrazowych”. Wyższa Szkoła Pedagogiczna w Rzeszowie, Wydział Pedagogiczny, Instytut Wychowania Fizycznego i Zdrowotnego, Zakład Turystyki i Ochrony przyrody. Rzeszów, s. 73–80,
- Siciński J.T. 2003. Agrofitocenozy dorzecza środkowej Warty i Bzury – stan, dynamika i zagrożenia. Wydawnictwo Uniwersytetu Łódzkiego, Łódź, s. 1–71,
- Jażdżewska T., Maksymiuk Z., Siciński J.T. 1989. Projektowany rezerwat krajobrazowo-wodny na rzece Grabi im. prof. dr Leszka Kazimierza Pawłowskiego. Wydawca: Urząd Miasta i Gminy w Łasku, Towarzystwo Przyjaciół Łasku, s. 1–16,
- Warcholińska A.U., Siciński J.T. 1976. Z badań nad występowaniem i rozprzestrzenianiem Anthoxanthum aristatum Boiss. w środkowej Polsce. „Frag. Flor. Geobot.”, Ann. XXII, Pars 4: 409-413 + tab.